# Waspinator
Waspinator, en español Avispaneitor, es un personaje ficticio del universo de la saga Transformers.

## Transformers Beast Wars
Waspinator es sin duda el mayor personaje cómico de la serie, alguien a quien no se puede tomar en serio, y que siempre acaba recibiendo los peores golpes. Se caracteriza por su poco cerebro y por su característica forma de hablar (refiriéndose siempre a sí mismo en tercera persona), con un zumbido constante en cada una de sus palabras. Normalmente suele acabar hecho pedacitos por los Maximales. 
Es un fiel seguidor de Megatrón (aunque tal vez lo mejor sería decir que le sigue por miedo a las represalias). Llegó a ser poseído por el fantasma de Starscream, causando el caos entre los dos bandos y poco después acabar despedazado. Al final de la serie, los protohumanos lo acogen como a un dios y lo adoran como tal. 
Originalmente iba a morir en la ola quantum, pero debido a que ganó adeptos sobrevivió en lugar de Terrorsaurio quien originalmente iba a volverse transmetálico.

## Transformers Animated
Ahora conocido solo como "Waspinator", él era un cadete de la academia de los Autobots, en el que hubiera sido el comandante material de la Guardia de Elite de Cybertron sino hubiese sido expulsado por motivo de ser un espía de los Decepticons que no era verdad. Wasp se llenó de rabia y locura, jurando que hará pagar a Bumblebee por haber arruinado su vida.
Wasp fue puesto a juicio y declarado culpable al escapar de la prisión se fue a la tierra para vengarse de Bumblebee tras la fuga de Wasp La Guardia de Elite empezó a perseguirlo lo cual también ellos llegaron al Planeta Tierra en el intento de capturar a Wasp ya que todos sabían que él era inocente que el verdadero espía era Longarn Prime el cual realmente era Shockwave poco tiempo después fue capturado por el Dinobot Swoop por órdenes de Blackarachnia llevándoselo a la Isla de los Dinobots para convertirlo en Waspinator quien lo muto a su beneficio convirtiéndolo en un ser techno-orgánico y así poder obtener un miembro más de los Predacons lo cual ella decide liderar.
- Datos: Q2929221